# لياوتشنغ
لياوتشنغ (بالصينية: 聊城市 )‏ هي مدينة على مستوى محافظة، في جمهورية الصين الشعبية، تتبع شاندونغ، تبلغ مساحتها 8,714 كيلومتر مربع، رمزها البريدي هو 252000.

## مدن توأم
المدن التوأم:
- نابريجنيي تشلني.

## التقسيمات الإدارية
- Dongchangfu, Liaocheng [الإنجليزية]‏
- Yanggu, Shandong [الإنجليزية]‏
- Shen County [الإنجليزية]‏
- Chiping, Liaocheng [الإنجليزية]‏
- Dong'e County [الإنجليزية]‏
- Guan County, Shandong [الإنجليزية]‏
- Gaotang County [الإنجليزية]‏
- لينكنغ  [لغات أخرى]‏.

## أعلام
- ليو لي